# Zachary Bell
Zachary Bell (Watson Lake, Yukon, 14 de novembre de 1982) és un ciclista canadenc, ja retirat, que fou professional del 2005 al 2015. Ha combinat la ruta amb el ciclisme en pista. Durant la seva carrera esportiva va prendre part en dues edicions dels Jocs Olímpics d'Estiu, el 2008 i 2012. En el seu palmarès destaca el Campionat del Canadà en ruta del 2013 i el Tour de Delta de 2007 i 2008, així com dues medalles de plata al Campionat del Món en pista, el 2009 i 2012.
Una vegada retirat passà a exercir de director esportiu de l'equip de l'UCI Women's Team Human Powered Health.

## Palmarès en ruta
- 2001
  - Vencedor d'una etapa del Tour de Delta
- 2007
  - 1r al Tour de Delta i vencedor de 2 etapes
  - Vencedor d'una etapa a la Volta a El Salvador
- 2008
  - 1r al Tour de Delta
- 2009
  - 1r al Bank of America Wilmington Grand Prix
  - 1r al Fitchburg Longsjo Classic
- 2010
  - Vencedor d'una etapa del Tour de Delta
- 2012
  - 1r al Challenge Sprint Pro
- 2013
  -  Campionat del Canadà en ruta
  - Vencedor d'una etapa del Tour de Taiwan
  - Vencedor d'una etapa del Tour de Corea
- 2014
  - 1r al Bucks County Classic

## Palmarès en pista
- 2007
  - 1r als Sis dies de Burnaby (amb Svein Tuft)
- 2008
  - 1r als Campionats Panamericans en Madison (amb Svein Tuft)
  -  Campió del Canadà en Madison (amb Svein Tuft)
  - 1r als Sis dies de Burnaby (amb Svein Tuft)

### Resultats a laCopa del Món en pista
- 2008-2009
  - 1r a Cali, en Scratch
- 2009-2010
  - 1r a Pequín, en Scratch
  - 1r a Pequín, en Puntuació
- 2010-2011
  - 1r a la Classificació general en Òmnium